# La Maternelle
La Maternelle es una película francesa del año 1933 dirigida y escrita por Jean Benoit-Lévy y Marie Epstein. Es una adaptación de la  novela de Léon Frapié  ganadora del Premio Goncourt La Maternelle (1904). En 1935, fue clasificada como la sexta mejor película extranjera por la National Board of Review of Motion Pictures , y recibió una puntuación de 7.3 (de 10) por 71 revisores en Internet Movie Database .

## Argumento
Una chica, llamada Rosa perteneciente de una familia acomodada, se enfrenta a una serie de eventos trágicos que la dejan sin dinero y un lugar donde vivir. La contratan como asistente en una guardería en París con 150 niños pobres. Rosa se encuentra cuidando de ellos con ternura y pronto se encariñarán mucho con ella. Una joven llamada María, que es la hija abandonada de una prostituta, está tan apegada a Rosa que se pone celosa cuando alguien más le roba la atención a Rosa. María intenta suicidarse cuando se entera de los planes de Rosa para casarse con el Dr. Libois, el médico de la escuela. A pesar de esto, La Maternelle finalmente tiene un final feliz a pesar de lo trágico.

## Personajes
- Madeleine Renaud - Rosa
- Mady Berry - Mme. Paulin
- Alice Tissot - Superintendente
- Paulette Elambert - Marie Coeuret
- Henri Debain - Dr. Libois
- Edmond van Daele - Pantin
- Alex Bernard - profesor

## Conocida también como
- Hijos de Montmartre: Internacional (título en inglés)
- La maternelle: Italia (versión doblada)
- Moderhaender: Dinamarca
- Mutterhände: Alemania

## Otros datos
Marie Epstein pasó un tiempo en las escuelas infantiles de París como preparación para el rodaje, algo que repercute positivamente en las vivaces actuaciones de los niños en la película.

## Críticas
En 1935, el New York Times consideró que era "una película de extraordinaria perspicacia, ternura y belleza trágica", y agregó: "El Sr. Benoit-Levy presenta una sección transversal desgarradora de este jardín de infancia de tatterdemalion en retratos menores como el niño pequeño que Nunca ha aprendido a sonreír ".
Alan Williams señala que la película recuerda "la tradición del impresionismo cinematográfico" al utilizar "un montaje subjetivo" para transmitir "acontecimientos traumáticos en la vida de un niño abandonado de un barrio marginal" y al presentar el "intento de suicidio de una mujer en una rápida secuencia de imágenes dispares" para comunicar la violencia del episodio. 
La estudiosa de cine Sandy Flitterman-Lewis  llama la atención sobre este episodio porque la mujer mira directamente a la cámara (una rareza en las películas de este período), "implicando directamente al espectador" en el suicidio de la mujer. 